# Anacapri
Anacapri ist eine in 275 m s.l.m. Höhe gelegene italienische Gemeinde auf der Insel Capri im Golf von Neapel mit 6821 Einwohnern (Stand 31. Dezember 2023). Sie ist eine der beiden Ortschaften auf der Insel. Der im tiefer gelegenen Teil der Insel gelegene Ort heißt Capri. Die Gemeinde hat eine Fläche von 6,39 Quadratkilometern und gehört politisch zur Metropolitanstadt Neapel in der Region Kampanien.

## Beschreibung
Der Ort ist Geburts- und Sterbeort des Malers Giovanni Tessitore. Der französische Komponist Claude Debussy hat eines seiner Préludes nach dem Ort benannt: Les collines d’Anacapri (Die Hügel von Anacapri). In diese Hügel baute der schwedische Arzt und Autor Axel Munthe die Villa San Michele, in der heute ein Museum untergebracht ist. Nicht weit von dort liegt die Villa Lina des Malers Otto Sohn-Rethel, Mentor der Capreser Maler Raffaele Castello und Rosina Viva, in der sich vor dem Zweiten Weltkrieg eine Clique von Intellektuellen traf.
Rainer Maria Rilke, der sich 1907 auf Capri aufhielt, beschrieb Anacapri und seine Umgebung in einem Brief an seine Frau: „[E]s kann keine Landschaft griechischer sein, kein Meer von antiken Weiten erfüllter.“ Die Gegend erschien ihm als das ursprüngliche Griechenland „ohne die Kunst-Dinge der griechischen Welt, aber fast wie vor ihrem Erstehen. So als sollte das alles noch kommen, liegen da oben die Steinhalden, und als sollten auch alle die Götter erst noch erstehen, die Griechenlands Überfluss und Schauern und Schönheit hervorrief.“
2,5 Kilometer südwestlich des Ortskerns befindet sich der Leuchtturm Faro di Punta Carena.

## Bilder

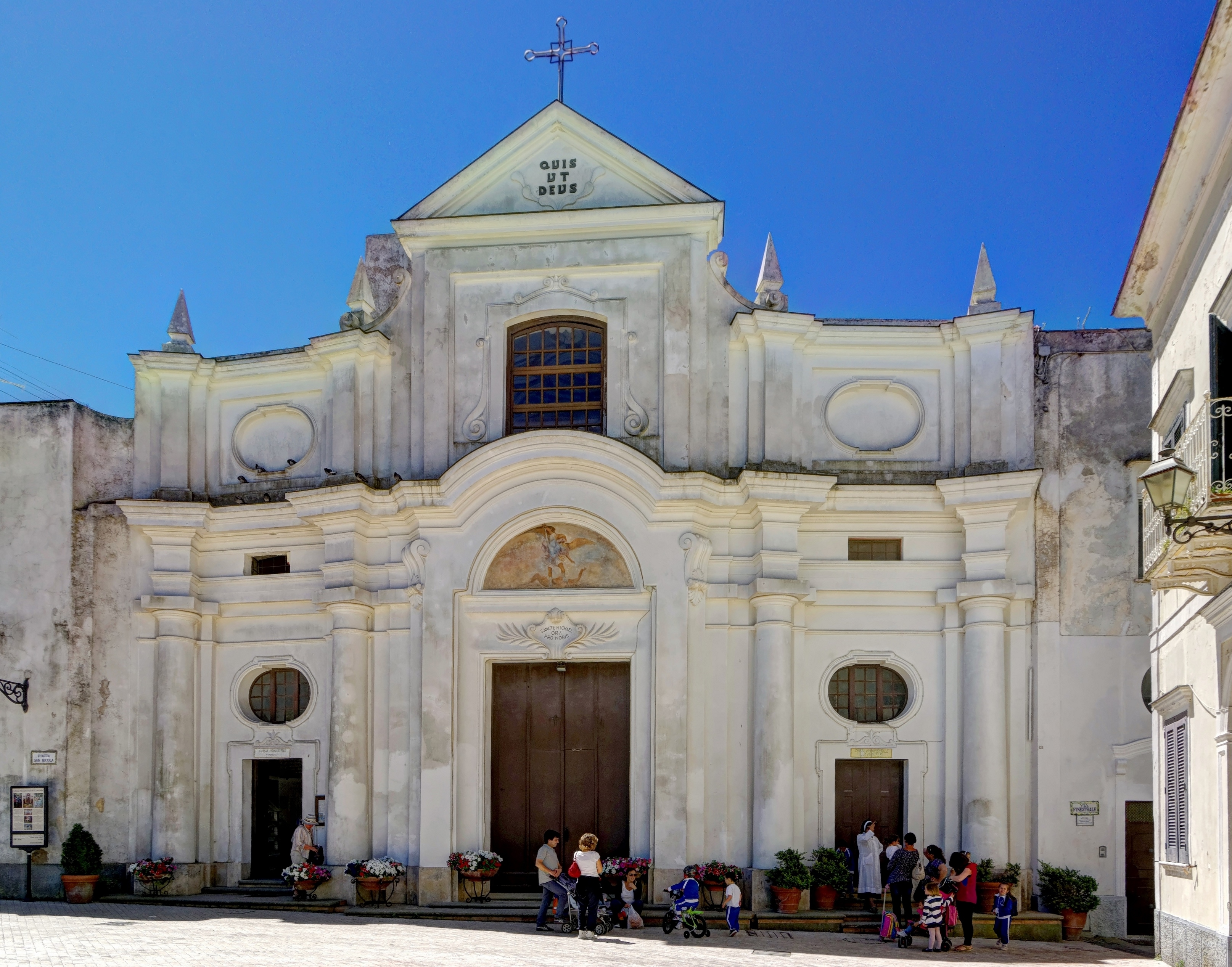
Chiesa di San Michele Arcangelo
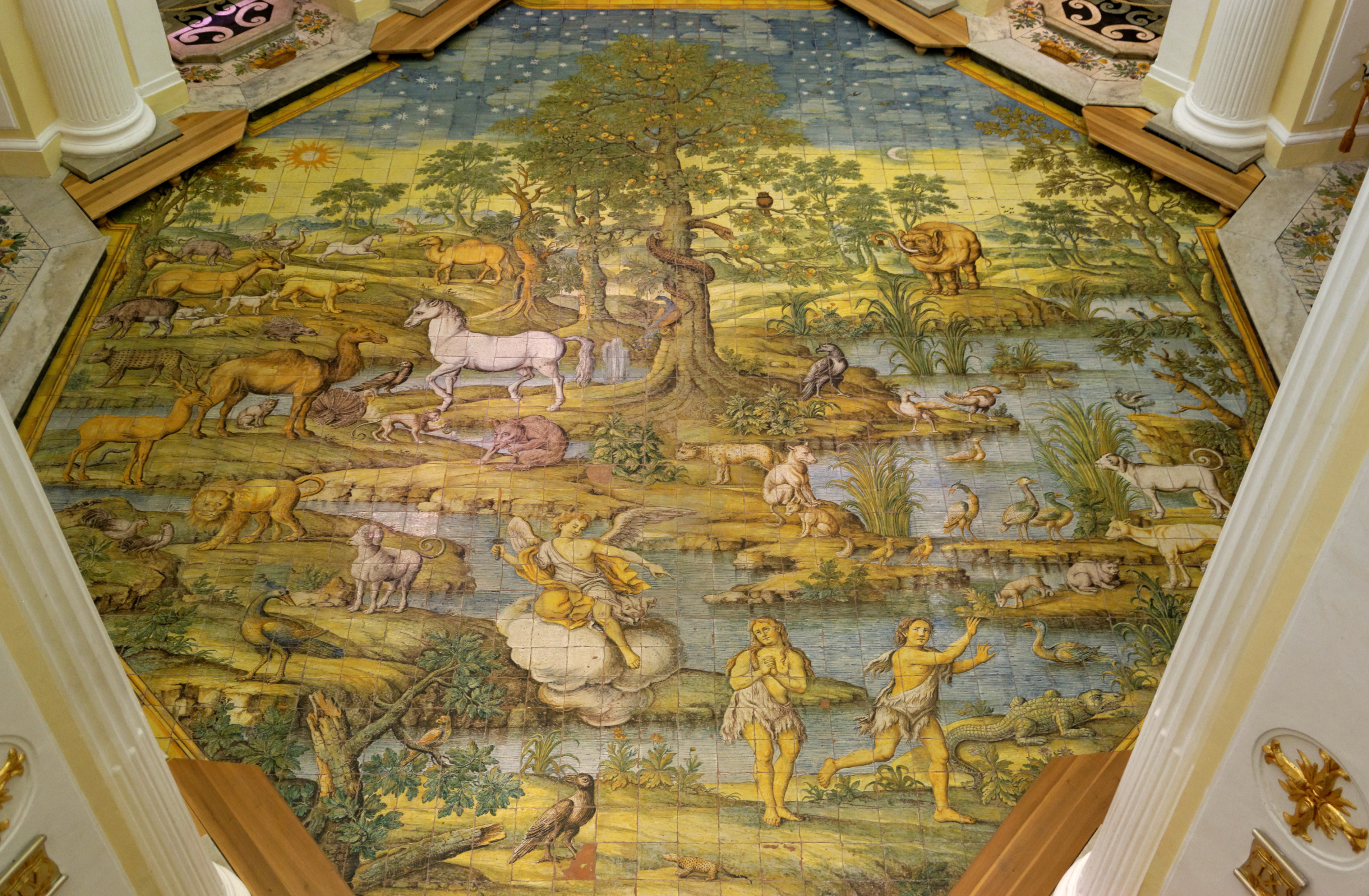
Majolika-Boden der Chiesa di San Michele
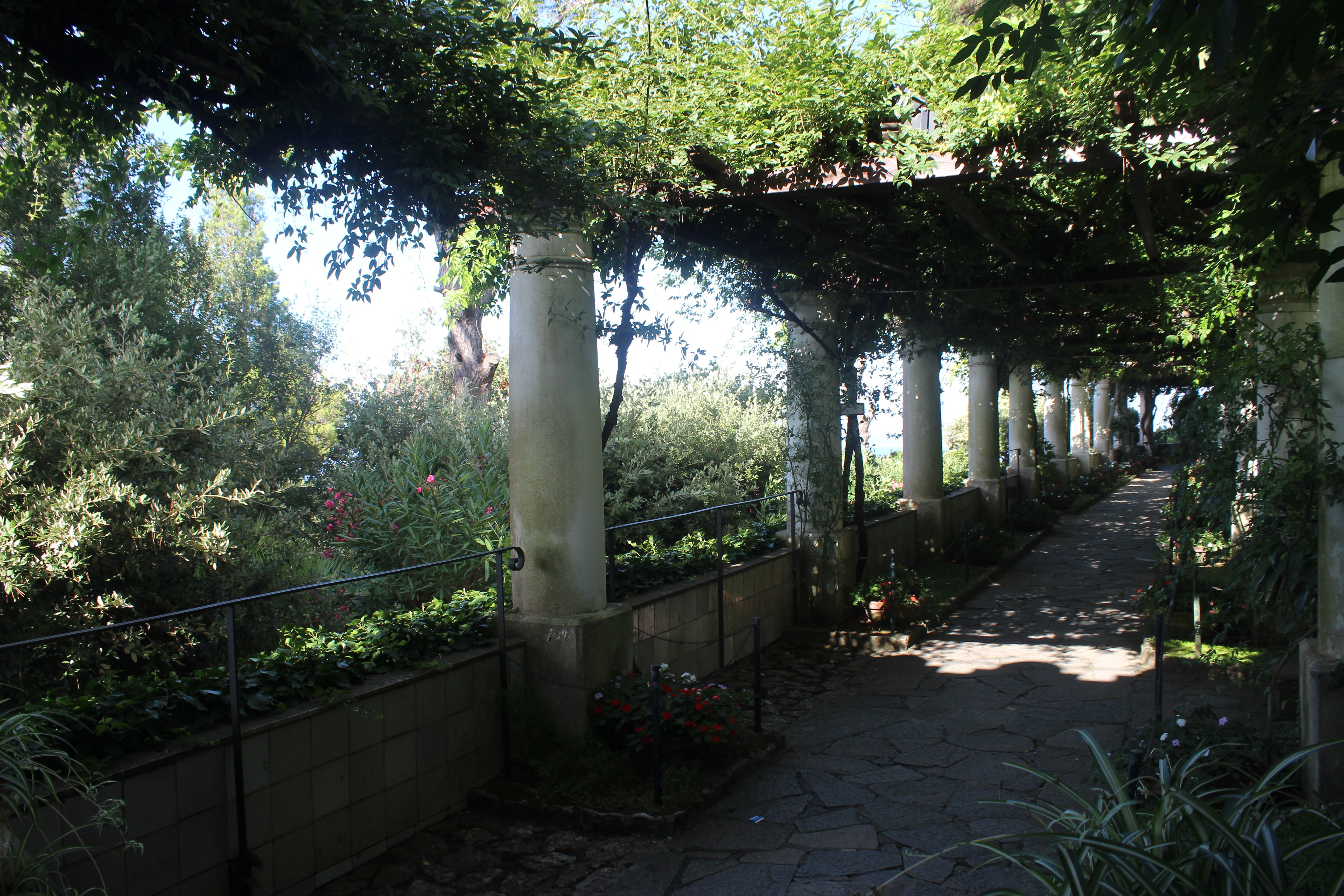
Garten der Villa San Michele
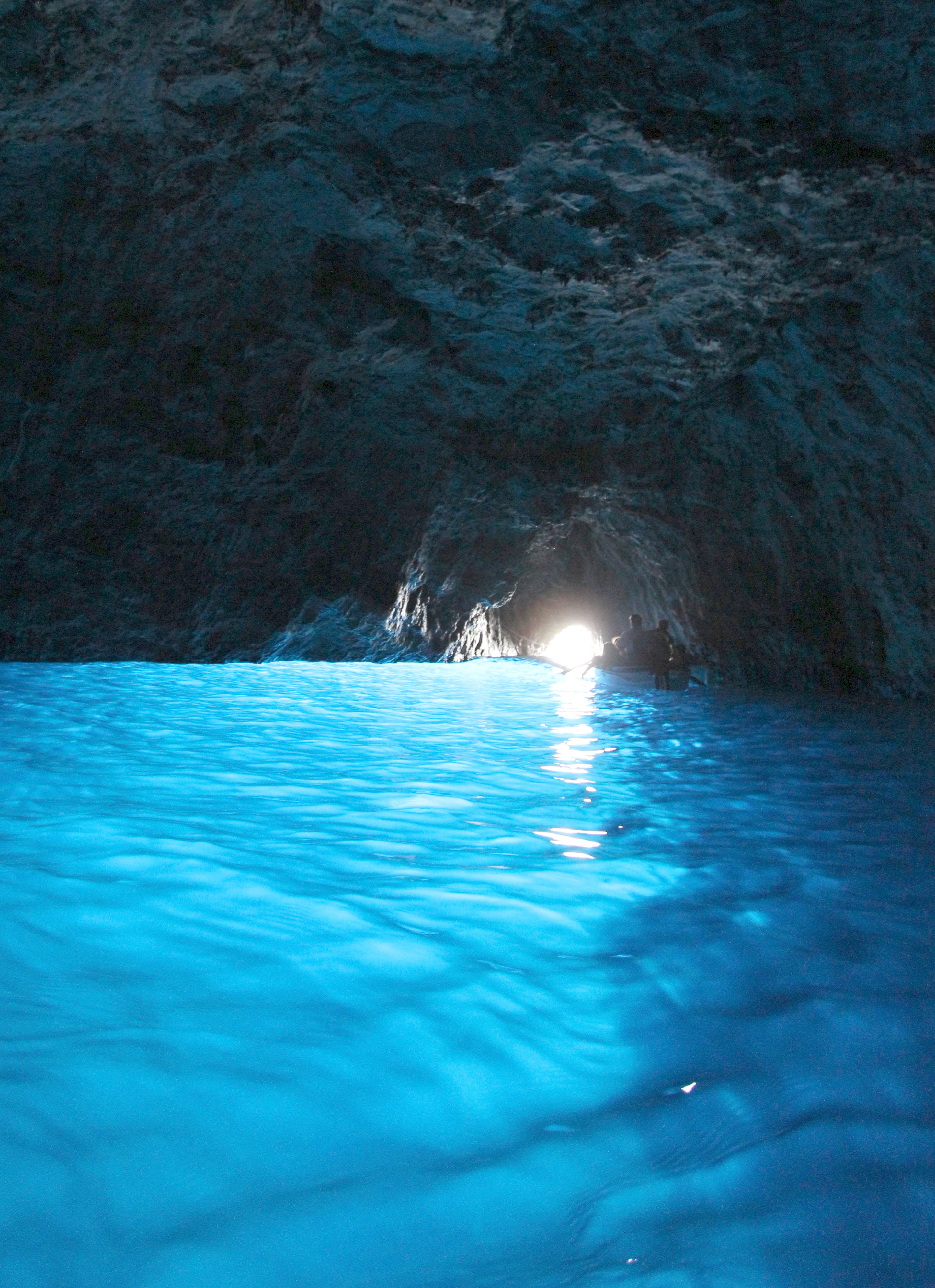
Die Blaue Grotte im Nordwesten
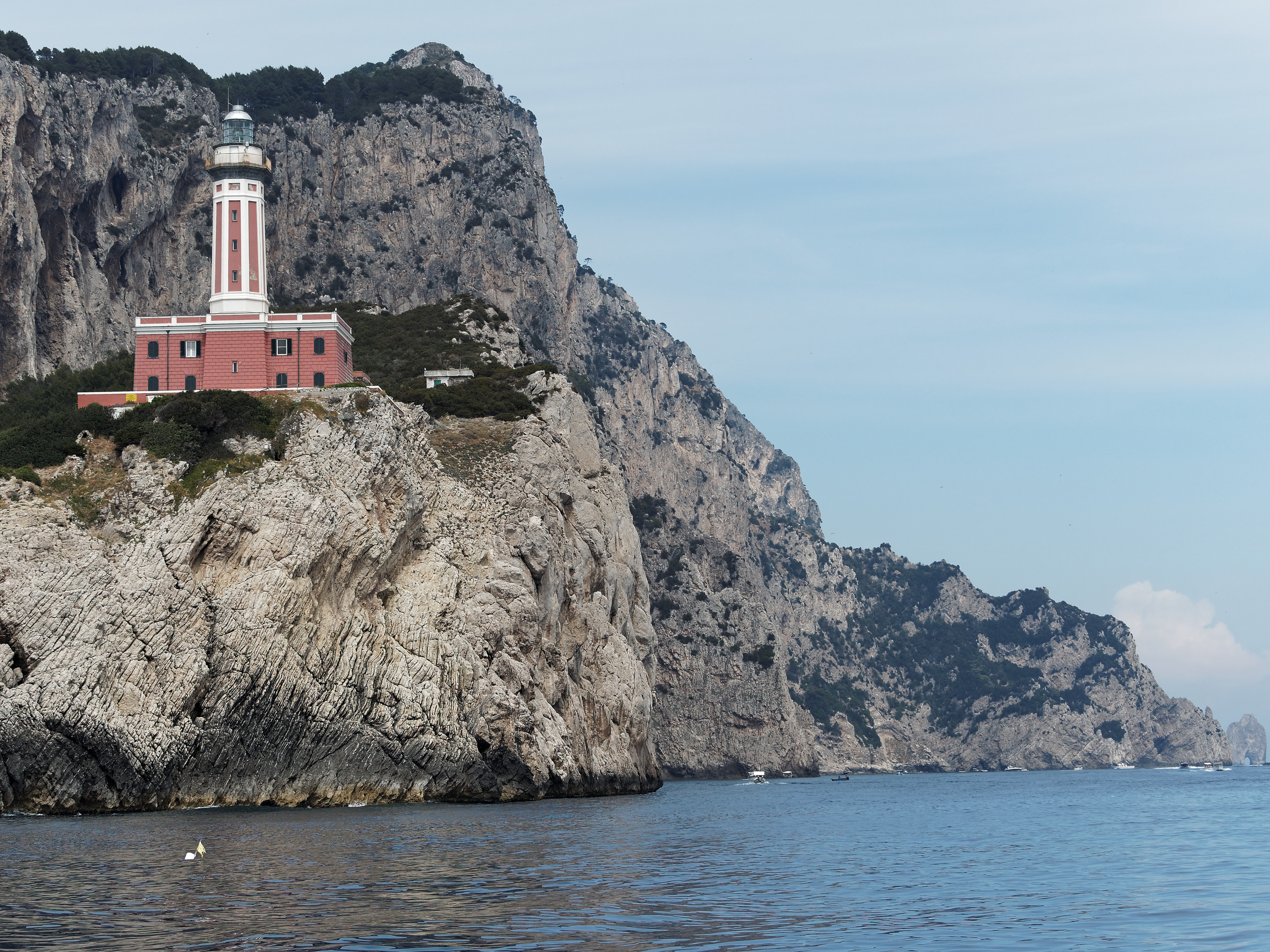
Der Faro di Punta Carena im Südwesten
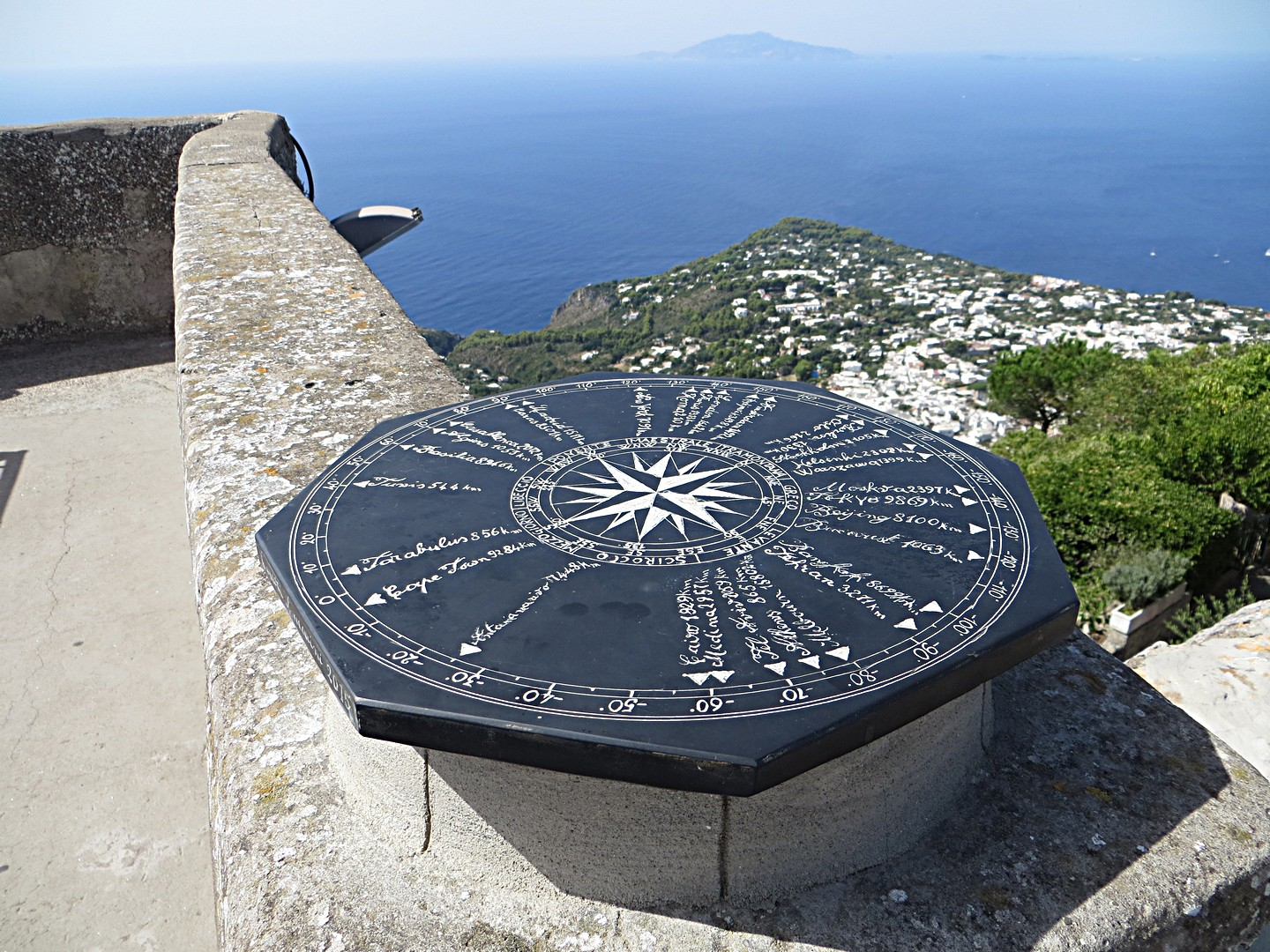
Blick vom Monte Solaro auf Anacapri
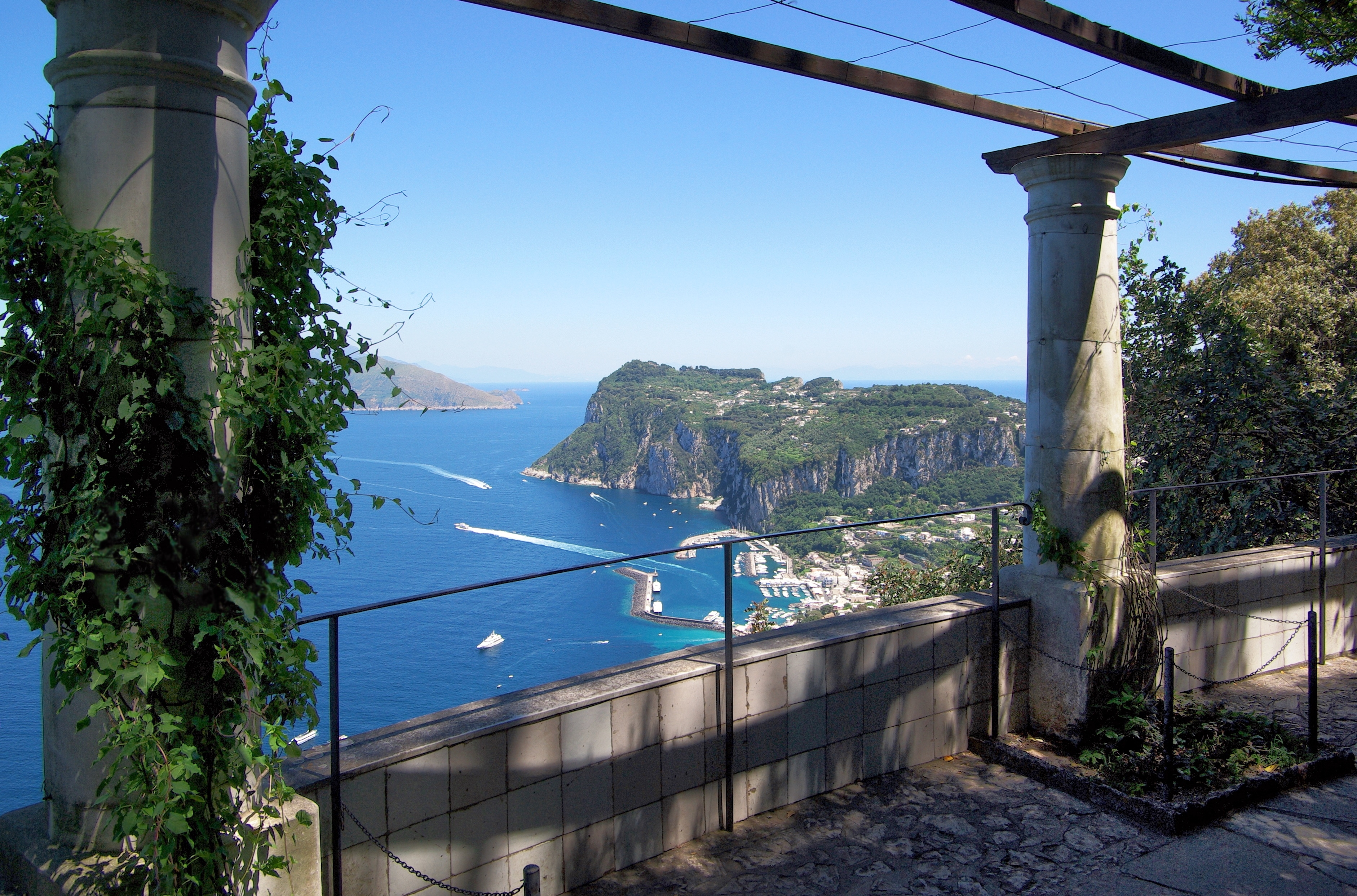
Blick von Anacapri auf Capri

## Persönlichkeiten
- Axel Munthe (1857–1949), schwedischer Arzt und Autor
- Otto Sohn-Rethel (1877–1949), deutscher Maler
- Rosina Viva (1899–1983), italienische Malerin
- Fridolin von Spaun (1901–2004), deutscher politischer Aktivist, ehemaliger Freikorps-Angehöriger, Archivbegründer und Familienforscher
- Giovanni Tessitore (1929–2006), italienischer Maler
- Sergio Rubino (1948–2021), Keramikkünstler, Maler, Bildhauer